# Cullen skink
Le Cullen skink est une soupe écossaise épaisse à base de haddock fumé, de pommes de terre et d'oignons. Un authentique Cullen skink utilisera du finnan haddie, mais il peut être préparé avec tout autre haddock fumé.
Cette soupe est une spécialité locale, de la ville de Cullen dans le Moray, sur la côte nord-est de l'Écosse. La soupe est souvent servie en entrée dans les dîners écossais formels, mais est largement servie comme un plat de tous les jours dans le nord-est de l'Écosse.
Les recettes locales de Cullen skink peuvent se distinguer, telles que l'utilisation de lait au lieu de l'eau ou l'ajout d'une simple crème. Le Cullen skink était traditionnellement servi avec du pain.
Il a été décrit comme « fumé et plus sûr que la chaudrée américaine, avec plus de cœur que la classique bisque française ».

## Étymologie
Skink est un mot écossais qui désigne le jarret ou le genou de bœuf, bien que la Cullen skin n'en contienne pas. Le mot skink est aussi dérivé du moyen néerlandais schenke, « jarret », « genou » (apparenté avec l'archaïque mot anglais shank). Il ne faut pas le confondre avec le skink, une famille de lézards appartenant à l'ordre des Scincomorpha.